# All of My Mind
All of My Mind là album đầu tiên của Wada Kouji. Nó được thu âm bởi King Records và được phát hành vào ngày 5 tháng 12 năm 2001 tại Nhật Bản.

## Danh sách bài hát
| STT              | Nhan đề                                           | Phổ lời          | Phổ nhạc         | Hòa âm           | Thời lượng |
| ---------------- | ------------------------------------------------- | ---------------- | ---------------- | ---------------- | ---------- |
| 1.               | "Starting Over"                                   | Wada Kouji       | Chiwata Hidenori | Oota Michihiko   | 4:27       |
| 2.               | "Butter-Fly"                                      | Chiwata Hidenori | Chiwata Hidenori | Watanabe Cheru   | 4:14       |
| 3.               | "Kaze" (風)                                       | Ookubo Kaoru     | Yamada Hiroshi   | Watanabe Cheru   | 3:54       |
| 4.               | "Egao" (バタフライ)                               | Wada Kouji       | Wada Kouji       | Oota Michihiko   | 5:14       |
| 5.               | "Seven"                                           | Koyama Kouhei    | Koyama Kouhei    | Watanabe Cheru   | 4:13       |
| 6.               | "Target ~Akai Shougeki~" (ターゲット〜赤い衝撃〜) | Matsuki Yuu      | Oota Michihiko   | Oota Michihiko   | 4:26       |
| 7.               | "Shoujo no Mama de" (少女のままで)                | Wada Kouji       | Wada Kouji       | Oota Michihiko   | 4:27       |
| 8.               | "Boku wa Boku Datte" (僕は僕だって)               | Matsuki Yuu      | Chiwada Hidenori | Watanabe Cheru   | 4:13       |
| 9.               | "Say Again"                                       | Wada Kouji       | Oota Michihiko   | Oota Michihiko   | 4:21       |
| 10.              | "Kimi Iro no Mirai (Yume)" (君色の未来 (ゆめ))    | Wada Kouji       | Wada Kouji       | Watanabe Cheru   | 4:40       |
| 11.              | "The Biggest Dreamer"                             | Yamada Hiroshi   | Oota Michihiko   | Oota Michihiko   | 3:51       |
| 12.              | "Modern Love"                                     | halta            | halta            | Takou Makoto     | 6:20       |
| Tổng thời lượng: | Tổng thời lượng:                                  | Tổng thời lượng: | Tổng thời lượng: | Tổng thời lượng: | 54:20      |